# Lintot
Lintot település Franciaországban, Seine-Maritime megyében. Lakosainak száma 479 fő (2022. január 1.). Lintot Beuzevillette, La Frénaye, Grand-Camp, Gruchet-le-Valasse, Lillebonne, La Trinité-du-Mont, Trouville és Port-Jérôme-sur-Seine községekkel határos.

## Népesség
A település népességének változása:
| Lakosok száma | 447  | 440  | 449  | 460  | 472  | 473  | 476  | 479  |
|               | 2013 | 2015 | 2017 | 2018 | 2019 | 2020 | 2021 | 2022 |